# Kagaku Sentai Dynaman
Goggle V Bioman
Kagaku Sentai Dynaman (科学戦隊ダイナマン, Kagaku Sentai Dainaman, littéralement Dynaman, l'escadron scientifique) est une série télévisée japonaise, produite en 1983 dans le cadre de la franchise Super Sentai series. Elle est composée de 51 épisodes d'une durée de 30 minutes, à l'exception des neuf premiers qui en durent 24.

## Synopsis
Le clan du Peuple-à-la-Queue de l'empire Jashinka, gouverné par le malfaisant empereur Aton, envisage de conquérir la Terre. Mais le docteur Kyûtarô Yumeno décide de former une équipe chargée d'empêcher cette catastrophe.

## Personnages

### Dynamen
- Hokuto Dan (弾 北斗, Dan Hokuto?) / Dyna Red (ダイナレッド, Daina Reddo?)
  - Armes : Dyna Swords (ダイナ剣, Daina Ken?)
  - Attaques : Magnum Square Punch (マグナムスクエアーパンチ, Magunamu Sukueā Panchi?)
  - Attaque spécial Dyna Rod : Red Fire (レッドファイヤー, Reddo Faiyā?)
- Ryû Hoshikawa (星川 竜, Hoshikawa Ryū?) / Dyna Black (ダイナブラック, Daina Burakku?)
  - Armes : Cross Cutter (クロスカッター, Kurosu Kattā?), Battle Tector (バトルテクター, Batoru Tekutā?)
  - Attaques : Strong Shower (ストロングシャワー, Sutorongu Shawā?), Meteor Kick (流星キック, Ryūsei Kikku?), Black Art of Delivery (ブラック分身の術, Burakku Bunshin no Jutsu?), Hiding in Leaves of Wood (木の葉隠れ, Ki no Hagakure?), Hiding in the Smokes (煙隠れ, Kemuri Kakure?), 8 Step Kick (八段蹴り, Hachi Dan Keri?), Ninja Arts Exhaustion (忍法・脱力, Ninpō Datsuryoku?), Ninja Arts Dance of Thick Fried Tofu (忍法厚揚げの舞い, Ninpō Atsuage no Mai?), Attitude Change Arts (変わり身の術, Kawarimi no Jutsu?), Black Spike (Original Version Unused) (ブラックスパイク（本編未使用）, Burakku Supaiku (Honpen Mishiyō)?)
  - Attaque spécial Dyna Rod : Black Star Flash (ブラックスターフラッシュ, Burakku Sutā Furasshu?)
- Yôsuke Shima (島 洋介, Shima Yōsuke?) / Dyna Blue (ダイナブルー, Daina Burū?)
  - Armes : Blue Frisbees (ブルーフリスビー, Burū Furisubī?)
  - Attaques : Air Triangle Fly (空中三角飛び, Kūchū Sankaku Tobi?), Twist Kick (ツイストキック, Tsuisuto Kikku?)
  - Attaque spécial Dyan Rod : Blue Water Whirlpool (ブルー水竜巻, Burū Mizu Tatsumaki?)
- Kôsaku Nangô (南郷 耕作, Nangō Kōsaku?) / Dyna Yellow (ダイナイエロー, Daina Ierō?)
  - Armes : Chain Crushers (チェーンクラッシャー, Chēn Kurasshā?)
  - Attaques : Yellow Attack (イエローアタック, Ierō Atakku?), Yellow Grand Diving (イエローグランドダイビング, Ierō Gurando Daibingu?), Yellow Diving Punch (イエローダイビングパンチ, Ierō Daibingu Panchi?)
  - Attaque spécial Dyna Rod : Yellow Lightning Fall (イエロー雷光落とし, Ierō Raikō Otoshi?)
- Rei Tachibana (立花 レイ, Tachibana Rei?) / Dyna Pink (ダイナピンク, Daina Pinku?)
  - Armes : Rose Saber (ローズサーベル, Rōzu Sāberu?), Flower Shield (フラワーシールド, Furawā Shīrudo?)
  - Attaques : Rose Finale (バラフィナーレ, Bara Fināre?)
  - Attaque spécial Dyna Rod : Pink Shocking Melody (ピンクショッキングメロディー, Pinku Shokkingu Merodī?)

L'appel nominal se conclut par « Explosons ! » (爆発！, Bakuhatsu!), suivi de « Kagaku Sentai Dynaman ! » (科学戦隊ダイナマン！, Bakuhatsu! Kagaku Sentai Dainaman!)

### Alliés
- Dr Kyûtarô Yumeno (夢野 久太郎博士, Yumeno Kyūtarō-hakase?)
- Kendo-Robot (Kendo Robo?)
- Yutaka, Aiko, Takao, Satoshi, Emi (ユタカ、アイコ、タカオ、サトシ、エミ, Yutaka, Aiko, Takao, Satoshi, Emi?)

### Clan du Peuple-à-la-Queue de l'empire Jashinka
La clan du Peuple-à-la-Queue de l'empire Jashinka (有尾人一族ジャシンカ帝国, Yūbijin Ichizoku Jashinka Teikoku) est une civilisation souterraine d'hommes-lézards qui entend étendre sa domination au monde de la surface. Ils opère depuis Gran-Gizmo (グランギズモ, Guran Gizumo).
- Empereur Aton (帝王アトン, Teiō Aton?) (épisodes 1-50)
- Général Kar (カー将軍, Kā Shōgun?) (épisodes 1-49)
- Prince Megiddo (メギド王子, Megido Ōji?) (épisodes 1-51) : Fils d'Aton
- Gira et Geel (ギーラ＆ギール, Gīra to Gīru?) (épisodes 1-8) : Gardes du corps personnels de Megiddo.
- Princesse Chimera (王女キメラ, Ōjo Kimera?) (épisodes 8-51) : Nièce d'Aton, et cousine de Megiddo
- Général Zenobia (ゼノビア将軍, Zenobia Shōgun?) (épisodes 37-50)

- Les soldats Shippo (シッポ兵, Shippo Hei?) sont les fantassins de l'empire.
- Les Évolu-bêtes (進化獣, Shinkajū?) sont les monstres envoyés par l'empire.

## Arsenal
- Dyna Brace (ダイナブレス, Daina Buresu?) : transformateur des Dynamen.
- Dyna Rod (ダイナロッド, Daina Roddo?) : arme individuelle des Dynamen.

## Mechas
- Dy Jupiter (ダイジュピター, Dai Jupitā?) : forteresse volante transportant les composants du Dyna-Robot.
- Dyna-Robot (ダイナロボ, Daina Robo?) : formé à partir des trois machines suivantes :
  - Dyna Mach (ダイナマッハ, Daina Mahha?) : piloté par Dyna Red.
  - Dyna Mobile (ダイナモビル, Daina Mobiru?) : piloté par Dyna Black et Dyna Blue.
  - Dyna Garry (ダイナギャリー, Daina Gyarī?) : piloté par Dyna Yellow et Dyna Pink.

L'assemblage a lieu à partir de la commande « Fusion ! Grand claquement ! » (合体！グランドスラム！, Gattai! Gurando Suramu!). Il est armé de l'épée de la Science (科学剣, Kagaku Ken), des Dyna-knuckles (ダイナナックル, Daina Nakkuru), du Dyna-bouclier (ダイナシールド, Daina Shīrudo), du Dyna Boomerang (ダイナブーメラン, Daina Būmeran) et du Marteau heurtant (ビートハンマー, Bīto Hanmā). Au moment de porter le coup de grâce, les Dynamen disent : « Gravity Fall! » (稲妻重力落とし！, Inazuma Jūryoku Otoshi!)

## Véhicules
- Dyna Falcon (ダイナファルコン, Daina Farukon?) : Moto personnelle de Dyna Red.
- Dyna Machine (ダイナマシーン, Daina Mashīn?) : Truck employé par le reste de l'équipe.
- Surf Jet (サーフジェット, Sāfu Jetto?) : Véhicule semblable à une planche de surf, employé par Dyna Blue.

## Épisodes
1. The Tailed-People Clan's Challenge (有尾人一族の挑戦, Yūbijin Ichizoku no Chōsen?)
2. Warriors Who Chase Dreams (夢を追う戦士たち, Yume o Ō Senshitachi?)
3. Bat Hell Flight (コウモリ地獄飛行, Kōmori Jigoku Hikō?)
4. The Rumbling Fossil-Human (ゴロゴロ化石人間, Gorogoro Kaseki Ningen?)
5. The Evolution Beast's Scary Dream (進化獣のこわい夢, Shinkajū no Kowai Yume?)
6. Fight to the Death! The Haunts of a Poisonous Snake (死闘！毒蛇の魔境, Shitō! Dokuja no Makyō?)
7. Tokyo Fire's Naval Operation (東京火の海作戦！, Tōkyō Hi no Umi Sakusen?)
8. The Evil Peon Female Chimera (悪の花王女キメラ, Aku no Kaō Onna Kimera?)
9. The Do-or-Die Bomb Race (決死の爆弾レース, Kesshi no Bakudan Rēsu?)
10. The Intruder From Outer Space (宇宙からの侵入者, Uchū Kara no Shinnyūsha?)
11. The Day Fish Attack Humans (魚が人間を襲う日, Sakana ga Ningen o Ozō Hi?)
12. The Targeted Blood Bank (狙われた血液銀行, Nerareta Ketsueki Ginkō?)
13. The Kidnapped Bride (さらわれた花嫁, Sarawareta Hanayome?)
14. Assault, Choroppo Soldier (突撃チョロッポ兵, Totsugeki Choroppo Tsuwamono?)
15. Ninjutsu vs. Chimera Witchcraft (忍術対キメラ妖術, Ninjutsu Tai Kimera Yōutsu?)
16. The Big Mt. Aso Explosion Operation (阿蘇山大爆発作戦, Asosan Dai Bakuhatsu Sakusen?)
17. Fear! Kyushu Major Earthquake (恐怖！九州大地震, Kyōfu! Kyūshū Daijishin?)
18. The Big Tsunami That Attacks Tokyo (東京を襲う大津波, Tōkyō o Osō Ōtsunami?)
19. The Fuse is a Red Toxic Flower (導火線は赤い毒花, Dōkasen wa Akai Doku Hana?)
20. Chase! The Amakusa Sun (追え！天草の太陽, Oe! Amakusa no Taiyō?)
21. Angry Hokuto's Deadly Sword (怒りの北斗必殺剣, Ikari no Hokuto Hissatsu Ken?)
22. The Great Prank War (いたずら大戦争！, Itazura Dai Sensō?)
23. Operation Human Slug (人間ナメクジ作戦, Ningen Namekuji Sakusen?)
24. The Dreadful Comet's Great Approach (恐怖の彗星大接近, Kyōfu no Suisei Dai Sekkin?)
25. The Mysterious Guffaw Hell (謎のゲラゲラ地獄, Nazo no Geragera Jigoku?)
26. Intense Fighting! The Solar Lighthouse (激闘！太陽の灯台, Gekitō! Taiyō no Tōdai?)
27. The Sound of Death, Crickets Chirping (死の音セミシグレ, Shi no Oto Semishigure?)
28. Rescue the Doll-Human! (人形人間を救え！, Ningyō Ningen o Sukue!?)
29. Chimera's Cursed Clothes (キメラの呪いの服, Kimera no Noroi no Fuku?)
30. The Enemy is a Drudge Evolution Beast (敵はガリ勉進化獣, Teki wa Gariben Shinkajū?)
31. The Spy Tailed-Person's Trap (スパイ有尾人の罠, Supai Yūbijin no Wana?)
32. The Missing Power Gun (消えたパワーガン, Kieta Pawā Gan?)
33. Unaccustomed to Red (レッドになれない, Reddo ni Narenai?)
34. Formidable Enemy! Mechavolution (強敵！メカシンカ, Kyōteki! Mekashinka?)
35. Seeking a New Finishing Move (新必殺技を求めて, Shin Hissatsu-waza o Motomete?)
36. It Came Forth!! The Finishing Move (出たぞ！必殺技！, Deta zo! Hissatsu-waza?)
37. Female Shogun Zenobia (女将軍ゼノビア, Onna Shōgun Zenobia?)
38. Rejuvenate! Genius Brain (若返れ！天才頭脳, Wakagaere! Tensai Zonō?)
39. Hold it! The Egg of the Tailed-People (抱け！有尾人の卵, Idake! Yūbijin no Tamago?)
40. Explosion! Silent Anger (爆発！無言の怒り, Bakuhatsu! Mugon no Ikari?)
41. The Biker Gang Who Disappeared in the Darkness (闇に消えた暴走族, Yami ni Kieta Bōsōzoku?)
42. Challenge Dark Knight (挑戦ダークナイト, Chōsen Dāku Naito?)
43. Island! You're Blue Lightning (島！君は青い稲妻, Shima! Kimi wa Aoi Inazuma?)
44. Explosion! Magma Bomb (爆発！マグマ爆弾, Bakuhatsu! Maguma Bakudan?)
45. Mama is Zenobia? (ママはゼノビア？, Mama wa Zenobia??)
46. The Saber That Runs Love Through (愛を貫くサーベル, Ai o Tsuranuku Sāberu?)
47. An Evil Wish, Ten Tails (悪の願い十本尻尾, Aku no Negai Juppon Shippo?)
48. Dr. Yumeno's Big Secret (夢野博士の大秘密, Yumeno-hakase no Dai Himitsu?)
49. The End of General Kar (カー将軍の最期, Kā Shōgun no Saigo?)
50. The Revived Formidable Enemy (よみがえった強敵, Yomigaetta Kyōteki?)
51. The Fight That Flew Through Tomorrow (明日をかけた戦い, Ashita o Kaketa Tatakai?)

## Film
- Kagaku Sentai Dynaman (科学戦隊ダイナマン, Kagaku Sentai Dainaman?) : L'histoire de ce film se déroule entre les épisodes 5 et 6.

## Distribution
Les héros
- Satoshi Okita : Hokuto Dan / Dyna Red
- Junichi Haruta : Ryû Hoshikawa / Dyna Black
- Kōji Unoki : Yôsuke Shima / Dyna Blue
- Yū Tokita :  Kôsaku Nangô / Dyna Yellow
- Sayoko Hagiwara : Rei Tachibana / Dyna Pink

Soutien
- Junji Shimada : Docteur Kyūtarō Yumeno
- : Kendo-Robot

Le clan du Peuple-à-la-Queue de l'empire Jashinka
- Takeshi Watanabe : Empereur Aton (épisodes 1-50)
- Masashi Ishibashi : Général Kar (épisodes 1-49)
- Takeki Hayashi : Prince Megiddo (épisodes 1-51)
- : Gira et Geel (épisodes 1-8)
- Mari Kōno : Princesse Chimera (épisodes 8-50)
- Ritsuko Fujiyama : Général Zenobia (épisodes 37-50)

## Autour de la série
- Jashinka est un jeu de mots basé sur Evil et Evolution.
- En 2012, dans la web-série de TOEI Kamen Rider X Super Sentai : Super Hero Taihen, on apprend que le ranger jaune de Dynaman devait être un ranger orange.
- On apprend aussi que dans le scénario de base, Dynaman devait être une saison basée sur le baseball et non sur la science.